# Mirelle Arciniega
Mirelle Arciniega Sevenello (* 13. August 1992 in Chipilo, Puebla) ist eine mexikanische Fußballspielerin. Sie ist seit 1. Juli 2024 vereinslos.

## Karriere

### Vereine
Arciniega begann im örtlichen Sportverein ihres Geburtsortes mit dem Fußballspielen. Im Alter von 16 Jahren gehörte sie bereits der in Heroica Puebla de Zaragoza ansässigen Frauenfußballmannschaft des Club Puebla an. Sie kam in der Liga MX Femenil, der höchsten Spielklasse im mexikanischen Frauenfußball, vier Jahre lang zum Einsatz und bestritt insgesamt 110 Punktspiele (62 Apertura, 48 Clausura; davon ein Play-Off-Spiel), in denen sie acht Tore erzielte. Mit ihrem Punktspiel am 11. Februar 2022 (7. Spieltag) bei der 0:2-Niederlage gegen die Tigres Femenil schloss sie zum erlesenen Kreis von Spielerinnen mit 100 Ligaspielen (oder mehr) auf.
In der Apertura 2022, im Spielbetrieb des ersten Halbjahres, war sie für den Ligakonkurrenten CD Cruz Azul in Mexiko-Stadt in 15 Punktspielen aktiv, in den ihr ein Tor gelang. Anschließend nach Santiago de Querétaro gelangt, gehörte sie der Frauenfußballmannschaft des Querétaro Fútbol Club an. Für diesen bestritt sie ihre ersten zwölf Punktspiele in der Clausura 2023. In der Saison 2023/24 bestritt sie insgesamt 18 Punktspiele.

### Nationalmannschaft
Arciniega gehörte bereits im Alter von 13 Jahren der Nachwuchsnationalmannschaft des FEMEXFUT der Altersklasse U15 an. Im weiteren Verlauf kam sie für die U17-Nationalmannschaft, in Länderspielen wie auch für die U20-Nationalmannschaft in der CONCACAF-Meisterschaft 2010 in Guatemala in drei Länderspielen zum Einsatz; im Finale war ihre Mannschaft der US-amerikanische Nationalmannschaft mit 0:1 unterlegen.
Sie nahm ferner mit ihrer Mannschaft an der vom 13. Juli bis zum 1. August 2010 in Deutschland ausgetragenen Weltmeisterschaft teil und wurde im ersten Spiel der Gruppe C beim 3:3-Unentschieden gegen die U20-Nationalmannschaft Japans eingesetzt.
Es dauerte zehn Jahre, bis sie erneut ein Länderspiel bestritt, diesmal für die A-Nationalmannschaft im Turnier um den Zypern-Cup 2020. Bei ihrem Debüt am 5. März, beim 1:1-Unentschieden gegen die Nationalmannschaft Kroatiens im ersten Spiel in Larnaka, gelang ihr mit der 1:0-Führung in der zweiten Minute sogleich ihr erstes A-Länderspieltor. Sie wurde auch im zweiten und dritten Spiel gegen die Nationalmannschaften der Slowakei (Auswechslung für Jennifer Muñoz in der 46. Minute) und Tschechiens (Einwechslung für Bri Campos in der 63. Minute) eingesetzt, die mit 2:2 und 0:0 ebenfalls unentschieden endeten.

## Sonstiges
Arciniega ist seit dem Jahr 2012 Mutter eines Sohnes und reiht sich in einer Liste von weiteren Fußballspielerinnen der höchsten Spielklasse ein, die ebenfalls Nachwuchs haben und dafür seitens ihrer Vereine Unterstützung erfahren. Dazu zählen Damaris Godínez, Dayana Navarrete, Sumiko Gutiérrez, Renae Cuéllar, Esmeralda Verdugo, Mónica Ocampo, Valeria Miranda, Brenda López, Stephany Mayor und Bianca Sierra.